# سانجونیشی کینکونی
سانجونیشی کینکونی (به ژاپنی: 三条西 公国 さんじょうにし きんくに)؛ (تولد ۱۵۵۶ – مرگ ۱۱ ژوئیه ۱۵۸۷)، یک اشراف درباری در دوره ادو در زمان شوگون سوم توکوگاوا ایه‌میتسو بود.
همچنین گفته می‌شود که شاهزاده برادرزاده همسر اینابا یوشی‌میچی، پدربزرگ مادری کاسوگا نو تسوبونه (دایه شوگون سوم) بود و او کاسوگا نو تسوبونه را آموزش داد و بزرگ کرد.
پس از آن، کاسوگا نو تسوبونه دختر خوانده سانجونیشی سانه‌ئدا، پسر ارشد شاهزاده شد.